# Kōji Yada
Kōji Yada (矢田 耕司, Yada Kōji), né le 15 avril 1933 à Tōkyō et mort le 1er mai 2014, est un seiyū. Il travaillait pour Aoni Production.

## Rôles
- Dragon Ball GT : Docteur Gero
- Dragon Ball Z : Docteur Gero
- Dragon Ball Z : Le Robot des glaces : Docteur Kochin
- One Piece : Zeff
- Angel Heart : Chin le chambellan
- Les Chevaliers du Zodiaque : Dohko de la Balance (le Vieux Maître)
- Hakaba Kitarō : Kinnosuke Ochiba